# Abartan
Abartan est une montagne culminant à 1 095 m, d'altitude dans le massif d'Abartan en Navarre (Espagne).

## Toponymie
Le nom Abartan est probablement issu du mot abar (« branche ») ou abarretaran, ce qui signifierait « vallée où abondent les branches ».